# شهرستان امان‌گلدی
شهرستان امان‌گلدی (به قزاقی: Амангелді ауданы، امانگەلدى اۋدانى) یک شهرستان در قزاقستان است که در استان قوستانای واقع شده‌است.

## خصوصیات
شهرستان امان‌گلدی ۱۷٬۲۲۲ نفر جمعیت دارد.